# Notoplax
Notoplax is een geslacht van keverslakken uit de familie Acanthochitonidae.

## Soorten
- Notoplax addenda Iredale & Hull, 1925
- Notoplax aenigma (Iredale & Hull, 1925)
- Notoplax aqabaensis
- Notoplax arabica Kaas & Van Belle, 1988
- Notoplax aupouria Powell, 1937
- Notoplax bergenhayni Kaas & Van Belle, 1998
- Notoplax conica Is. & Iw. Taki, 1929
- Notoplax costata (H. Adams & Angas, 1864)
- Notoplax crocodila (Torr & Ashby, 1898)
- Notoplax cuneata (Suter, 1908)
- Notoplax curiosa (Iredale & Hull, 1925)
- Notoplax curvisetosa (Leloup, 1960)
- Notoplax dalli Is. & Iw. Taki, 1929
- Notoplax doederleini Thiele, 1909
- Notoplax facilis Iredale and Hull, 1931
- Notoplax gabrieli (Ashby, 1922)
- Notoplax glauerti (Ashby, 1923)
- Notoplax hemphilli (Pilsbry, 1893)
- Notoplax hilgendorfi Thiele, 1909
- Notoplax jaubertensis (Ashby, 1924)
- Notoplax lancemilnei Gowlett-Holmes, 1988
- Notoplax latalamina Dell, 1956
- Notoplax leuconota (Hedley & Hull, 1912)
- Notoplax macandrewi Iredale & Hull, 1925
- Notoplax mariae (Webster, 1908)
- Notoplax mayi (Ashby, 1922)
- Notoplax productus (phil)
- Notoplax richardi Kaas, 1990
- Notoplax richeri Kaas, 1990
- Notoplax rosea (Leloup, 1940)
- Notoplax rostellata Kaas, 1990
- Notoplax rubrostrata (Torr, 1912)
- Notoplax speciosa (H. Adams, 1861)
- Notoplax sphenorhyncha (Iredale & Hull, 1925)
- Notoplax squamopleura Bergenhayn, 1933
- Notoplax subviridis (Torr, 1911)
- Notoplax tateyamaensis (Wu & Okutani, 1995)
- Notoplax tateyamaensis Taki, 1962
- Notoplax tridacna (Rochebrune, 1881)
- Notoplax verconis (Torr & Ashby, 1898)
- Notoplax violacea (Quoy & Gaimard, 1835)
- Notoplax websteri Powell, 1937
- Notoplax wilsoni Sykes, 1896